# Polaincourt-et-Clairefontaine
Polaincourt-et-Clairefontaine – miejscowość i gmina we Francji, w regionie Burgundia-Franche-Comté, w departamencie Górna Saona.
Według danych na rok 1990 gminę zamieszkiwało 1187 osób, a gęstość zaludnienia wynosiła 55 osób/km² (wśród 1786 gmin Franche-Comté Polaincourt-et-Clairefontaine plasuje się na 137. miejscu pod względem liczby ludności, natomiast pod względem powierzchni na miejscu 95.).